# Seututie 284
Pour les articles homonymes, voir Route 284.
La route régionale 284 (finnois : Seututie 284)  est une route régionale allant de Forssa jusqu'à Urjala en Finlande,,.

## Présentation
La seututie 284 est une route régionale de Kanta-Häme et de Pirkanmaa.